# 이즈미타마가와역
이즈미타마가와역(일본어: 和泉多摩川駅)은 일본 도쿄도 고마에시에 위치한 오다큐 전철 오다와라선의 역이다. 역 번호는 OH 17이다.

## 개요
신주쿠역으로부터 17번째(신주쿠 역도 포함)의 역이다. 신주쿠 역에서의 거리는 14.4km이다. 다마강 방향 승강장에서는 노보리토역과 요미우리랜드가 보인다. 다마강의 도쿄 쪽 근처역(마치다시를 제외한 도쿄도에 속하는 마지막 역)이다. 1990년대 후반에 노선의 고가 복복선화 사업과 역전 재개발 사업이 이루어졌다. 기타미, 고마에의 두 역과 함께 세이조가쿠엔마에역의 관리 지역에 속한다.

## 역 구조
사이에 통과선을 둔 상대식 승강장 2면 4선의 고가역이다. 선로와 승강장은 고가 위에 개찰구는 지상에 있다. 복복선 구간인데 각역정차의 이동에도 불구하고 특급 로망스카 급행과 준급 등이 추월할 수 있다. 또한, 복복선 구간의 말단에 각역정차가 우등 열차에 밀리기 위한 시간 조정을 하기도 하지만 2017년도에 노보리토 역의 1번 선이 사용 시작되면서 옆의 노보리토역에서 시간 조정이 되었다.
개찰구는 노보리토역 방향에 1개소, 고마에역 방향에 1개소, 총 2개소 있다. 고마에역 방향에는 나중에 증설된 간이적인 것이다. 임시 개찰구는 없고 노보리토역 방향의 개찰구에는 북쪽과 남쪽 출입구가 있다. 지붕은 승강장의 전체를 덮고 있지만 선로 부분은 덮지 않았다.
역사 옆 고가 밑 부분이 상업 시설 "오다큐 마르쉐"로 이용되고 있다.
역사 디자인은 내, 외측 모두 옅은 계열의 녹색을 기조색으로 쓰고 있다.
승강장 유효 길이는 10량 편성에 대응한다. 노보리토 방향에 있는 하행선용 다마강 교량이 완성되어 승강장이 연장되기 전에는 8량 편성까지 대응하고 있었다.
2013년 12월경에 행선지 안내기가 설치되었다.

### 타는 곳
| 번선   | 노선         | 방향 | 궤도   | 방면                                                     |
| ------ | ------------ | ---- | ------ | -------------------------------------------------------- |
| 1      | 오다와라선   | 하행 | 완행선 | 오다와라 · 하코네유모토 · 후지사와 · 가타세에노시마 방면 |
| 통과선 | □ 오다와라선 | 하행 | 급행선 | (하행 열차의 통과)                                       |
| 통과선 | □ 오다와라선 | 상행 | 급행선 | (상행 열차의 통과)                                       |
| 2      | 오다와라선   | 상행 | 완행선 | 신주쿠 · 지요다선 방면                                   |

※하행의 우메가오카 ~ 노보리토역 구간은 상행의 무코가오카유엔 ~ 우메가오카역 구간의 급행선 및 완행선을 원칙으로서 이하의 거리를 구분하여 사용하고 있다.

## 역 주변
노보리토역 방향 개찰(서쪽) 북쪽에는 역 광장, 로터리가 있다. 로터리는 세타가야도리와 통한다.
재개발 전에는 역 주변 도로가 좁고, 근처 버스 정류장도 200m가량 떨어져 있었지만, 1999년 4월에 신작로 및 로터리가 완성되어 노선 버스 출입이 시작되었다.

### 서쪽
- 경시청 조후 경찰서 이즈미타마가와 파출소
- 도쿄도립 고마에 고등학교
- 다마강
- 이즈미타마가와 상점가
- 고마에시 남부 지역 센터
- 다마가와 교량

### 동쪽
- 이즈미타마가와역앞 우체국

## 역사
- 1927년 4월 1일: 영업 개시.
- 1937년 9월 1일: 가타세에노시마역 행 "직통" 정차역이 됨(오다와라 방향의 "직통"은 통과).
- 1948년 9월: "사쿠라준급"이 설정되어 정차역이 됨.
- 1951년 4월: 준급 정차역이 됨.
- 1964년 11월 5일: 준급 통과역이 됨.
- 1989년 7월: 기타미 ~ 이즈미타마가와 구간 복복선화 착공.
- 1996년 12월 1일: 상행의 새로운 승강장 사용 개시.
- 1997년
  - 3월: 기타미 ~ 이즈미타마가와 구간 복복선화 준공.
  - 6월 23일: 복복선 사용 개시.
- (시기 불명): 현 역사 공용 개시.
- 1999년 4월: 역앞 로터리 준공으로 노선 버스의 진입 개시.
- 2003년 4월: 고마에역 측의 개찰구 공용 개시.
- 2004년 12월 11일: 구간준급이 설정되어 정차역이 됨.
- 2016년 3월 26일: 구간준급이 폐지되면서 다시 각역정차만 정차하게 됨.

## 사진

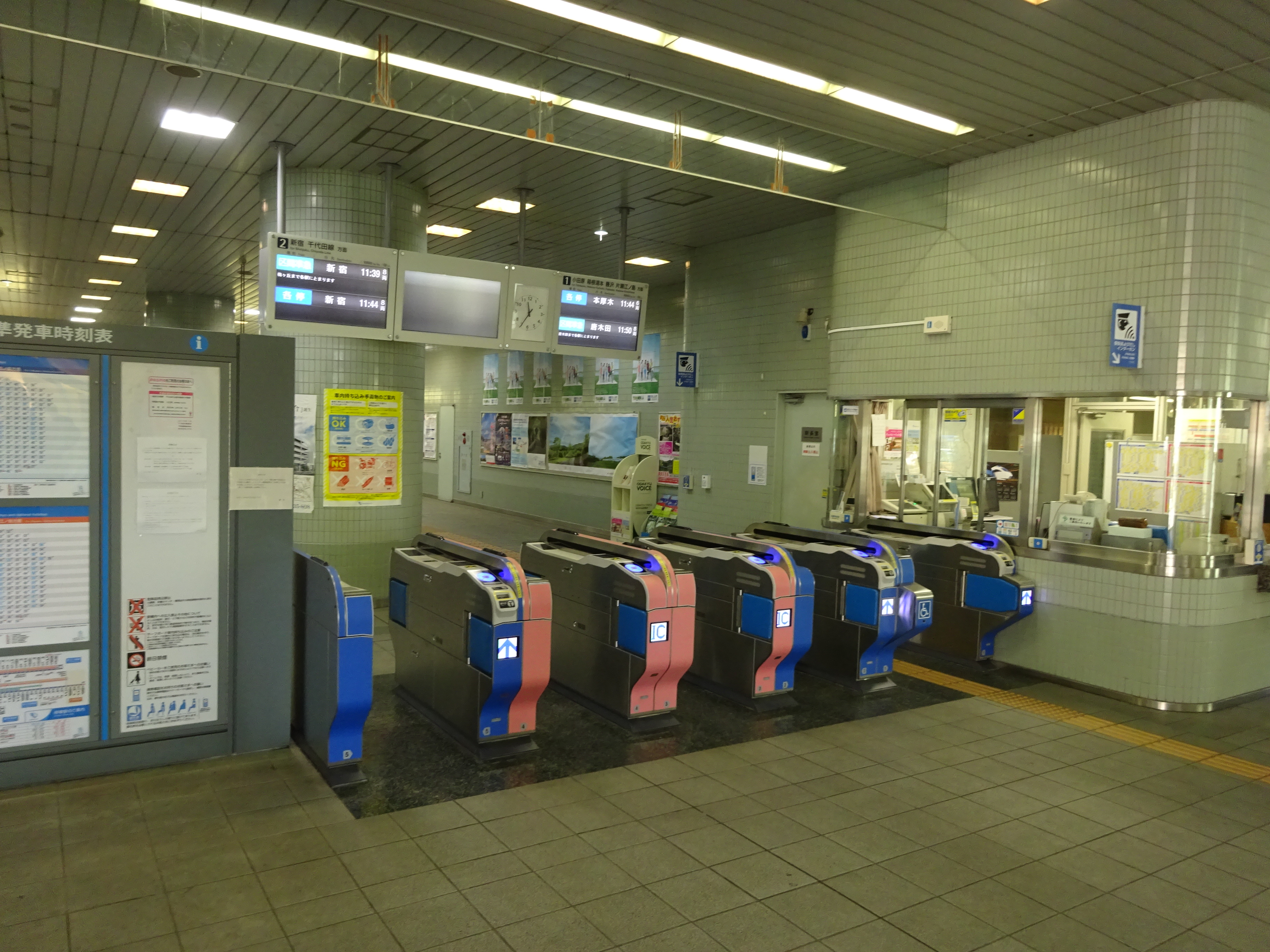
개찰구

## 인접역
| 오다큐 전철 오다와라 선  | 오다큐 전철 오다와라 선                        | 오다큐 전철 오다와라 선                 |
| ------------------------ | ---------------------------------------------- | --------------------------------------- |
| (무정차통과)             | ■ 쾌속급행 □ 통급급행 ■ 급행 □ 통근준급 ■ 준급 | (무정차통과)                            |
| OH 16 고마에 신주쿠 방면 | ■ 각역정차                                     | 노보리토 OH 18 후지사와 · 오다와라 방면 |